# اچ‌دی ۱۳۱۰۴۰
اچ‌دی ۱۳۱۰۴۰ یک ستاره است که در صورت فلکی گاوران قرار دارد.